# Delphinidae
I delfinidi (Delphinidae Gray, 1821) sono la più numerosa e varia famiglia dei Cetacei e costituiscono un gruppo relativamente moderno, evolutosi nel corso del Miocene superiore (circa 10 milioni di anni fa).

## Descrizione
Quasi tutti sono di mole piccola o media, con un rostro ben differenziato e una pinna dorsale centrale falciforme incurvata all'indietro. Lo sfiatatoio, sagomato a mezzaluna, è unico, con il lato concavo rivolto verso la parte superiore del capo. I denti, in numero variabile da 10 a 224 ma in genere compreso tra 100 e 200, sono funzionali e nettamente separati, con impianto sia nella mascella superiore sia in quella inferiore. La fronte è in linea di massima a melone, ma si fa indistinta nella sotalia della Guajana e nel delfino dei fiumi, sparisce nei Cephalorhynchus, si addolcisce protendendosi in un rostro poco appariscente nel grampo grigio e in due specie di globicefali neri, si rastrema a formare un muso ottuso nell'orca e nella pseudorca. Le orche possiedono natatoie tondeggianti foggiate a pala, che nei globicefali neri e nella pseudorca si allungano e restringono.
Le specie citate non sono strettamente imparentate tra loro ma parecchi generi, in particolare Delphinus, Stenella, Sousa e Sotalia, contano specie assai simili.
L'ampia gamma di configurazioni cromatiche ha dato origine a varie classificazioni. Una di esse riconosce tre tipi di colorazione: uniforme (in tinta unita o distribuita con regolarità), chiazzata (con zone pigmentate nitidamente demarcate) e ombreggiata (in bianco e nero). I disegni a macchie più vistosi sono considerati utili al riconoscimento visivo, mentre gli altri avrebbero una funzione mimetica; l'omogeneità sarebbe legata alla ricerca del cibo in profondità, dove la luce è fioca, e l'ombreggiatura alla caccia di superficie. Può anche darsi che certi accorgimenti cromatici servano a sviare i predatori: il disegno a bande assicura un effetto protettivo in controluce; quello maculato si inserisce a meraviglia nello sfondo dell'acqua picchiettata dal sole; quello a linee intersecate serve a smembrare e sfumare la figura.

## Alimentazione
Le divergenze morfologiche e anatomiche tra i delfini sono in parte collegate a differenze dietetiche. Le specie dalla fronte più aggraziata, il rostro ottuso e la dentizione ridotta si nutrono soprattutto di cefalopodi o, nel caso dell'orca, ampliano il regime alimentare a mammiferi e uccelli marini. Alcune specie nonostante posseggano denti (il numero può variare da 50 a 100, a seconda della specie), i delfini non masticano il cibo, ma lo ingoiano intero, quindi i denti servono solo a strappare la carne della loro preda. Lo sviluppo della regione cranica può essere un adattamento per la ricezione è messa a fuoco dei segnali acustici al fine di ottenere un'esatta radiografia dell'ubicazione della guizzante e mobilissima preda.
Gli altri membri della famiglia si nutrono principalmente di pesci: tutti evidenziano la loro natura opportunistica, pronti ad approfittare di ogni occasione favorevole.
Alcuni, e tra essi il tursiope troncato e il delfino del Camerun, preferiscono incrociare vicino a riva, pur non disdegnando i pesci pelagici e di fondale. Altri, come gli esponenti dei generi Stenella e Delphinus, si spingono in prevalenza in alto mare, seguendo in superficie i banchi di aringhe e di sardine ma anche compiendo incursioni a grande profondità (sono ghiotti tra l'altro del pesce lanterna).
All'occorrenza quasi tutti i delfini si accontentano dei molluschi cefalopodi e, se proprio non c'è di meglio, dei gamberetti. Con una dieta tanto eclettica è ardua impresa dare una misura della competizione tra le diverse specie di delfini. In ogni modo, nelle acque tropicali del Pacifico orientale Stenella attenuata tende a mantenersi in prossimità della superficie, mentre l'affine Stenella longirostris si riempie lo stomaco in strati più profondi; entrambi sovente si pongono in caccia in momenti diversi della giornata.
Le specie più pelagiche inclinano a viaggiare in brigate di un migliaio o più di capi, adottando strategie di cooperazione nella cattura del pesce in banchi. Le specie costiere di solito si radunano in gruppi di 2-12 individui. Sovente i delfini organizzano delle vere e proprie battute di caccia, sparpagliandosi in un fronte che può allargarsi da una ventina di metri a qualche chilometro e racchiude piccoli gruppi di 5-25 unità che nell'insieme assommano a centinaia. Non di rado battono le scarpate sottomarine e, nei punti di risalita delle correnti ascensionali, brulicanti di plancton e di pesci, i gruppi si coalizzano e si abbandonano a un banchetto pantagruelico.
Generalmente l'alimentazione varia dal pesce (aringhe, capelin) ai calamari sino ai crostacei, a seconda delle diverse specie e della disponibilità.

## Comportamento
L'impiego di tecniche di inseguimento radar ha permesso di dimostrare che l'area territoriale varia dagli 85 km² nel tursiope troncato ai 1500 km² nel lagenorinco oscuro, pur essendosi registrati per il delfino dal lungo rostro spostamenti individuali di 300 km, verosimilmente non infrequenti per le specie pelagiche.
La struttura sociale è in linea di massima aperta, ossia caratterizzata da temporanei ingressi nel branco con successiva uscita, ma non mancano gli esempi di sodalizi più stabili, in particolare tra le orche e i grampi grigi. Questi ultimi sono orientati alla poliginia, anche se non mancano raggruppamenti esclusivi di giovani maschi.
La gravidanza nei Delphinidae dura 9,5-16,2 mesi.
Tra gli altri delfini sembrano in genere prevalere i nuclei familiari costituiti da padre, madre e rampollo o le coppie madre-piccolo, con una discreta propensione all'aggregazione in branchi più consistenti o in gruppi segregati in base al sesso e all'età. Non conosciamo con esattezza le modalità di accoppiamento, ma a quanto risulta la promiscuità è la regola. La poliginia non è sconosciuta ma, quali che siano i rapporti iniziali, il legame maschio-femmina e padre-figlio sono relativamente deboli.

### Gli spiaggiamenti
Sino a pochi anni or sono, in pratica tutto ciò che sapevamo dei delfini aveva a fondamento le analisi compiute sugli esemplari morti in mare e trascinati a riva dalle correnti oppure arenatisi ancora vivi in una lenta agonia. Simili incidenti diventano clamorosi quando lo spiaggiamento coinvolge simultaneamente un gran numero di animali, come spesso avviene tra i globicefali neri e le pseudorche.
Sino agli anni sessanta l'avvistamento di un delfino dalla testa a melone era considerato un evento eccezionale, ma da allora si sono moltiplicati gli episodi di incagliamenti in massa. Scartata come improbabile l'ipotesi di una precedente sottostima, non resta che appellarsi all'incremento demografico. In certi casi, l'aumento del numero degli spiaggiamenti sembra potersi ricollegare all'abbondanza in quella zona di specie ittiche prelibate. Per esempio, il recente aumento di globicefali neri arenatisi nell'Inghilterra sud-occidentale, soprattutto nel periodo autunno-inverno (una media di meno di uno all'anno tra il 1913 e il 1947; due all'anno tra il 1948 e il 1962; più di cinque all'anno tra il 1963 e il 1978) trova riscontro in un maggior numero di segnalazioni di animali vivi e di grosse concentrazioni di sgombri in quelle acque. Poiché però molti da quelle parti restano impigliati nelle reti da pesca, anche la mortalità può aver subito un'impennata. L'arrivo a terra del corpo di un delfino morto dipende dalla presenza e direzione di venti e correnti e dalla conformazione della linea costiera, per cui se la specie in generale frequenta acque non litoranee è possibile che le carcasse affondino e non vengano recuperate. Tuttavia la causa degli spiaggiamenti di animali vivi rimane inspiegata.
Tra le teorie che cercano di dare una giustificazione a questo spettacolare fenomeno di massa possiamo citare: infezione dell'orecchio interno da parte di parassiti nematodi che alterano il senso dell'equilibrio o il potere di ecolocazione; esplosioni subacquee o perturbazioni magnetiche; disorientamento provocato dall'aver seguito la preda in acque poco familiari o troppo basse. Dovendosi ovviamente escludere che malattie e vecchiaia inducano un intero branco a lasciarsi andare in secco, si deve presumere l'esistenza di un leader riconosciuto, di massima un membro anziano di vasta esperienza. Dai dati in nostro possesso si arguirebbe che gli arenamenti in massa riguardano specie proclivi a costituire branchi piuttosto stabili e di abitudini pelagiche, dunque con scarsa dimestichezza con i bassifondi litoranei e più soggette a smarrirsi.

### Riproduzione
L'attività sessuale che si protrae per tutto l'anno, anche se solitamente i parti si accentrano nei mesi estivi, anche alle latitudini più basse. L'unico nato resta con la madre molti mesi e l'allattamento continua sino a 1,5-2 anni. La riproduzione nella generalità delle specie avverrebbe perciò a intervalli minimi di 2-3 anni. L'età della maturità sessuale probabilmente oscilla tra i 5 anni del delfino comune e i 16 dell'orca maschio, e si colloca per gran parte delle specie attorno agli 8-10 anni. Molte specie compiono migrazioni stagionali alla ricerca di cibo; di solito si tratta di un andirivieni tra la riva e il mare aperto, ma vi sono anche trasferimenti in senso latitudinale. Poche sono le aree di riproduzione identificate con certezza, e d'altra parte non stupisce che possano trovarsi in acque profonde, al riparo dalla turbolenza delle correnti costiere.
D'indole gregaria, i delfini si riuniscono talvolta a centinaia, soprattutto quando devono coprire lunghe distanze o sono attirati da una sorgente alimentare particolarmente ricca. Quasi sempre l'appartenenza al branco è fluida, nel senso che il singolo può inserirsi senza difficoltà nel gruppo e restarci per un periodo di settimane o mesi, raramente per tempi più lunghi. Non vi è segno della stabile organizzazione sociale integrata tipica dei Primati.

### Comunicazione
I delfini, al pari di altri Odontoceti, comunicano soprattutto mediante suoni. Le loro capacità spaziano dalle emissioni metalliche di 250 Hz alle frequenze ultrasoniche di 80-220 kHz usate per localizzare e fors'anche tramortire la preda, e comprendono anche la produzione di note pure e di fischi modulati. Nonostante i vari sibili siano stati catalogati e associati a specifici comportamenti, non vi sono prove documentate di un linguaggio sintattico. Quanto alla controversa questione della cooperazione nella cattura della preda, possiamo anche accettare questo comportamento da parte delle specie più gregarie, ma non dobbiamo dimenticare che non è insolito tra i Primati, i Carnivori e gli Uccelli.

## Capacità intellettive
I delfini sono in grado di assolvere compiti di notevole complessità e come mimi hanno pochi rivali, abili come sono a memorizzare lunghe sequenze, in particolare quando l'apprendimento comporta l'uso dell'apparato acustico. In qualche test rivaleggiano con gli elefanti. Va loro riconosciuta, come del resto ad altri Mammiferi, una certa tendenza all'innovazione spontanea, ma nessuno ha dimostrato in modo conclusivo che sappiano valutare a priori le conseguenze di un'azione. Si deve presumere che la massa cerebrale piuttosto sviluppata rispetto al corpo e le numerose circonvoluzioni della corteccia (paragonabili a quelle dei Primati) - parametri considerati indice di elevata intelligenza - derivano dal maggior «spazio di immagazzinamento» richiesto dall'elaborazione delle informazioni sonore rispetto a quelle visive.
Non particolarmente elevata è la densità dei neuroni, altro carattere che denoterebbe un'intelligenza vivace. La spesso citata mancanza di aggressività tra i delfini è stata con tutta probabilità esagerata. Parecchie specie in cattività sviluppano una gerarchia lineare in cui la posizione di dominanza si manifesta volgendo il capo verso il compagno subordinato, ostentando la bocca aperta o chiudendo di scatto le mascelle. Anche nell'ambiente naturale sono frequenti graffi e lacerazioni riportati in combattimento e provocati dai denti dell'antagonista lasciati scorrere sul dorso.

## Conservazione
Spesso nei luoghi dove l'uomo pratica la pesca scoppia un conflitto di interessi, con una moltitudine di delfini pronti ad accorrere al banchetto. Molti muoiono impigliati nelle reti stese a catturare salmoni o merluzzi. La sistemazione in superficie di lunghe serie di galleggianti e consimili accorgimenti atti a segnalare ai delfini la presenza delle reti hanno consentito di ridurre le uccisioni accidentali, scese a 17 000 nel 1980. Di recente il problema delle catture fortuite si è imposto in tutta la sua gravità lungo le coste giapponesi, interessando delfini comuni e dal lungo rostro e focenidi come la focena di Dall.
Apprensioni meno ovvie per la sopravvivenza dei delfini nascono dallo scarico in mare di prodotti chimici tossici e dall'inquinamento acustico provocato dalle imbarcazioni. Anche se mancano evidenze dirette di un legame causale, non è forse azzardato imputare a questi fattori il recente declino del tursiope troncato nel Mar del Nord e nel canale della Manica. Analoga minaccia coinvolge probabilmente il delfino comune e il tursiope troncato nel Mediterraneo occidentale e al largo della Baja California.

## Tassonomia

### Sottofamiglia Delphininae
- Genere Delphinus Linnaeus, 1758
  - Delphinus delphis Linnaeus, 1758 (delfino comune)

- Genere Lagenodelphis F. C. Fraser, 1956
  - Lagenodelphis hosei F. C. Fraser, 1956 (lagenodelfino)

- Genere Sotalia J. E. Gray, 1866
  - Sotalia fluviatilis (P. Gervais e Deville, 1853) (sotalia fluviale)
  - Sotalia guianensis (Van Bénéden, 1864) (sotalia marina)

- Genere Sousa J. E. Gray, 1866
  - Sousa chinensis (Osbeck, 1765) (susa pacifica)
  - Sousa plumbea (G. Cuvier, 1829) (susa indiana)
  - Sousa sahulensis Jefferson e Rosenbaum, 2014 (susa australiana)
  - Sousa teuszii (Kükenthal, 1892) (susa atlantica)

- Genere Stenella J. E. Gray, 1866
  - Stenella attenuata (J. E. Gray, 1846) (stenella maculata pantropicale)
  - Stenella clymene (J. E. Gray, 1850) (stenella climene)
  - Stenella coeruleoalba (Meyen, 1833) (stenella striata)
  - Stenella frontalis (G. Cuvier, 1829) (stenella maculata atlantica)
  - Stenella longirostris (J. E. Gray, 1828) (stenella dal lungo rostro)

- Genere Tursiops Gervais, 1855
  - Tursiops aduncus (Ehrenberg, 1833) (tursiope indo-pacifico)
  - Tursiops truncatus (G. Montagu, 1821) (tursiope comune)

### Sottofamiglia Lissodelphininae
- Genere Cephalorhynchus J. E. Gray, 1846
  - Cephalorhynchus commersonii (Lacépède, 1804) (cefalorinco di Commerson)
  - Cephalorhynchus eutropia (J. E. Gray, 1846) (cefalorinco eutropia)
  - Cephalorhynchus heavisidii (J. E. Gray, 1828) (cefalorinco di Heaviside)
  - Cephalorhynchus hectori (Van Bénéden, 1881) (cefalorinco di Hector)

- Genere Lissodelphis Gloger, 1841
  - Lissodelphis borealis (Peale, 1848) (lissodelfino boreale)
  - Lissodelphis peronii (Lacépède, 1804) (lissodelfino australe)

- Genere Sagmatias Cope, 1866
  - Sagmatias australis (Peale, 1848) (lagenorinco australe)
  - Sagmatias cruciger (Quoy & Gaimard, 1824) (lagenorinco dalla croce)
  - Sagmatias obliquidens (Gill, 1865) (lagenorinco dai denti obliqui)
  - Sagmatias obscurus (J. E. Gray, 1828) (lagenorinco scuro)

### Sottofamiglia Globicephalinae
- Genere Feresa J. E. Gray, 1870
  - Feresa attenuata J. E. Gray, 1874 (feresa)

- Genere Globicephala Lesson, 1828
  - Globicephala macrorhynchus (J. E. Gray, 1846) (globicefalo di Gray)
  - Globicephala melas (Traill, 1809) (globicefalo)

- Genere Grampus J. E. Gray, 1828
  - Grampus griseus (G. Cuvier, 1812) (grampo)

- Genere Orcaella J. E. Gray, 1866
  - Orcaella brevirostris (R. Owen, 1866) (orcella asiatica)
  - Orcaella heinsohni Beasley et al., 2005 (orcella australiana)

- Genere Peponocephala Nishiwaki e Norris, 1966
  - Peponocephala electra (J. E. Gray, 1846) (peponocefalo)

- Genere Pseudorca Reinhardt, 1862
  - Pseudorca crassidens (R. Owen, 1846) (pseudorca)

- Genere Steno J. E. Gray, 1846
  - Steno bredanensis (G. Cuvier, 1828) (steno)

### Sottofamiglia Orcininae
- Genere Orcinus Fitzinger, 1860
  - Orcinus orca (Linnaeus, 1758) (orca)

### Incertae sedis
- Genere Lagenorhynchus J. E. Gray, 1846
  - Lagenorhynchus albirostris (J. E. Gray, 1846) (lagenorinco rostrobianco)

- Genere Leucopleurus J. E. Gray, 1866
  - Leucopleurus acutus (J. E. Gray, 1828) (lagenorinco acuto)

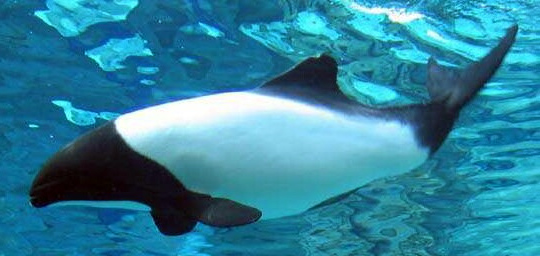
Cephalorhynchus commersonii
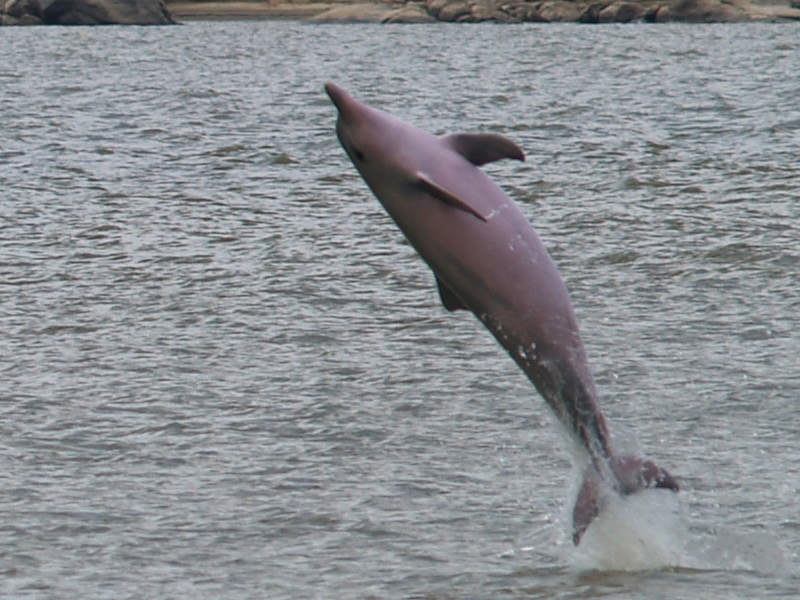
Sotalia fluviatilis
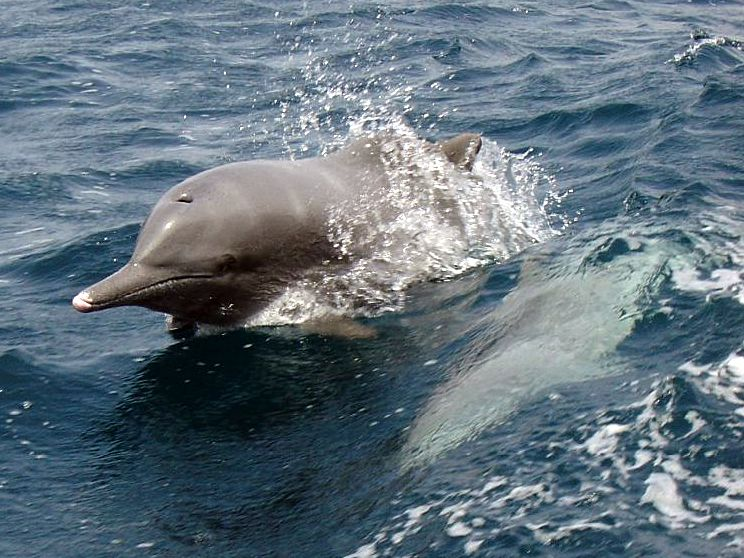
Sousa plumbea
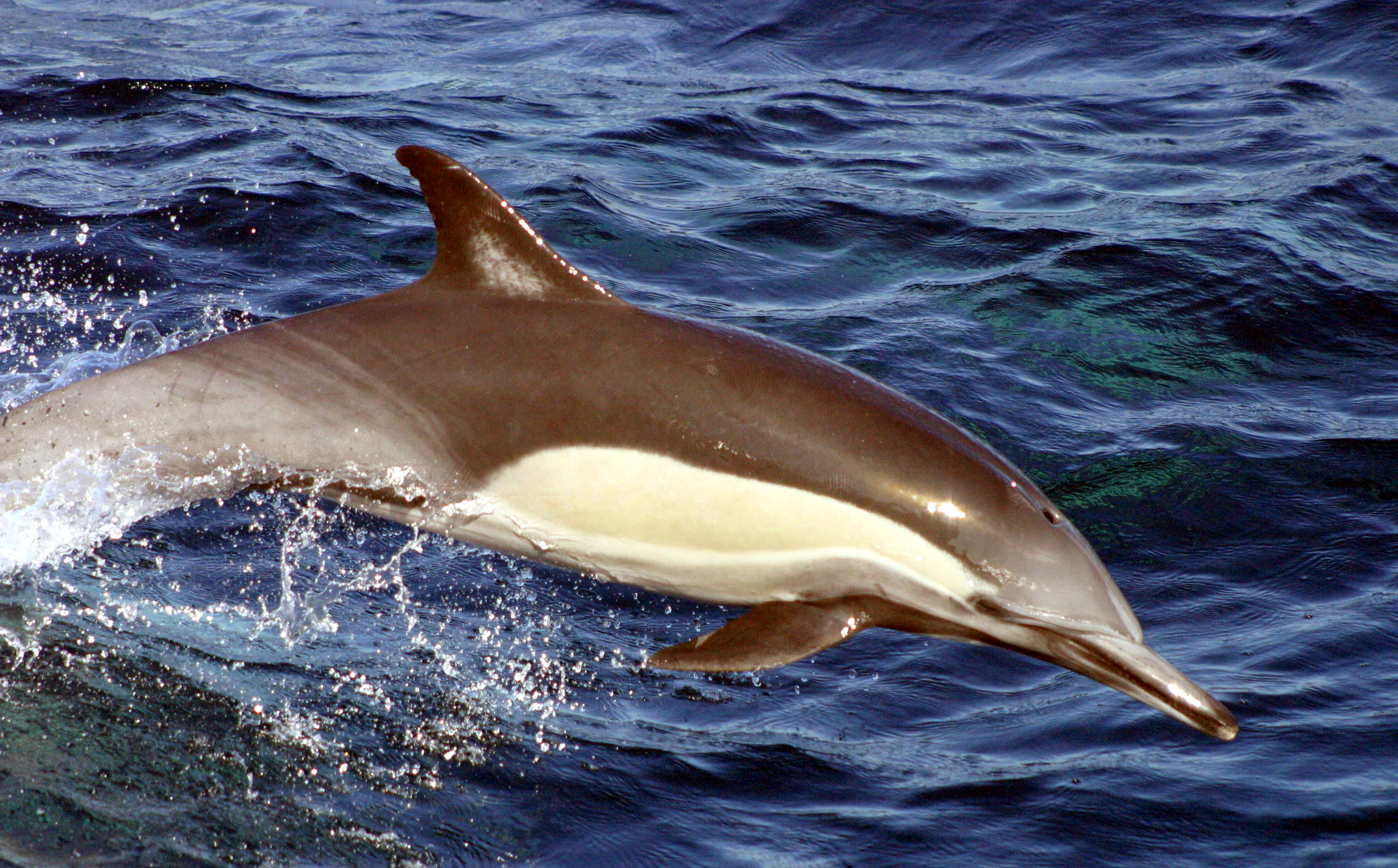
Delphinus capensis
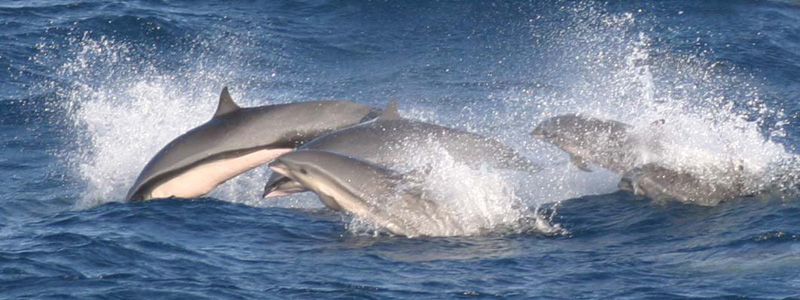
Lagenodelphis hosei
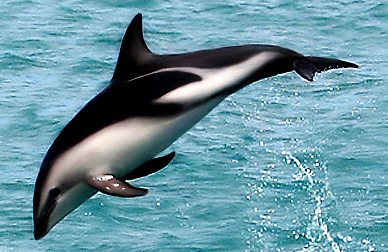
Lagenorhynchus obscurus
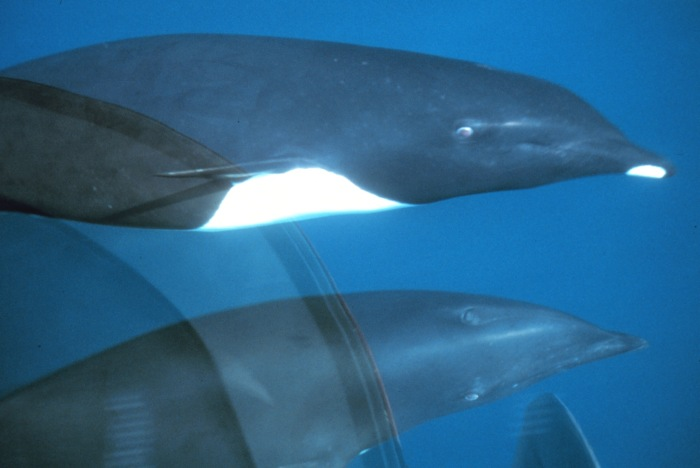
Lissodelphis borealis
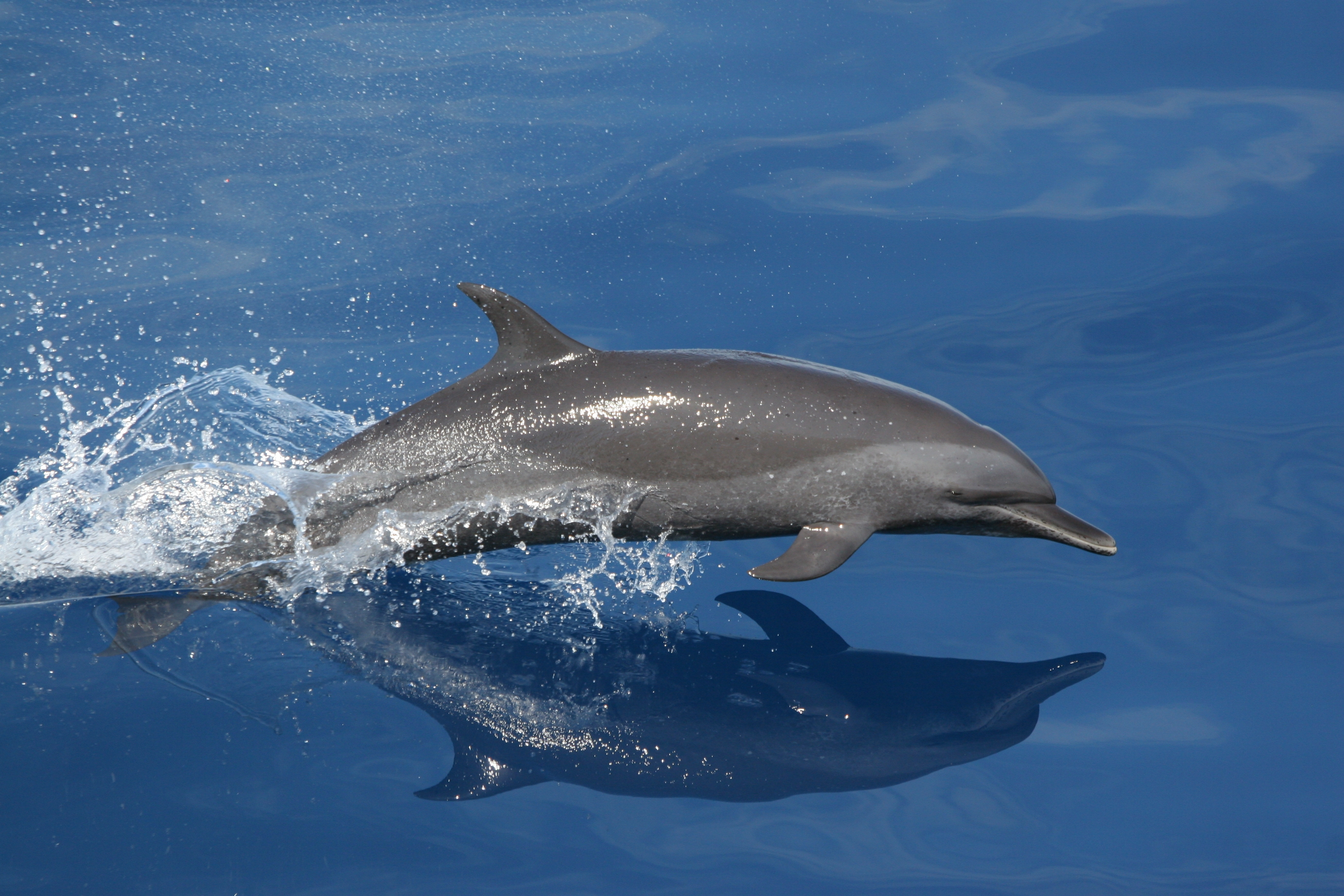
Stenella attenuata
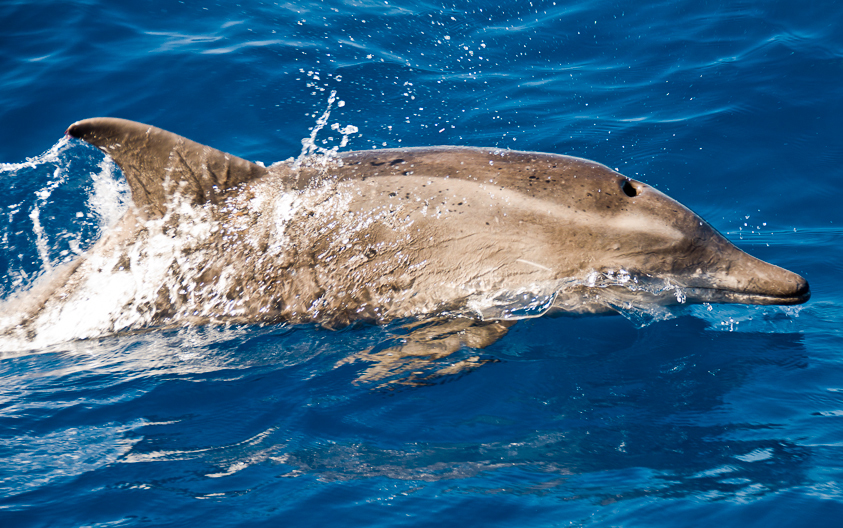
Steno bredanensis
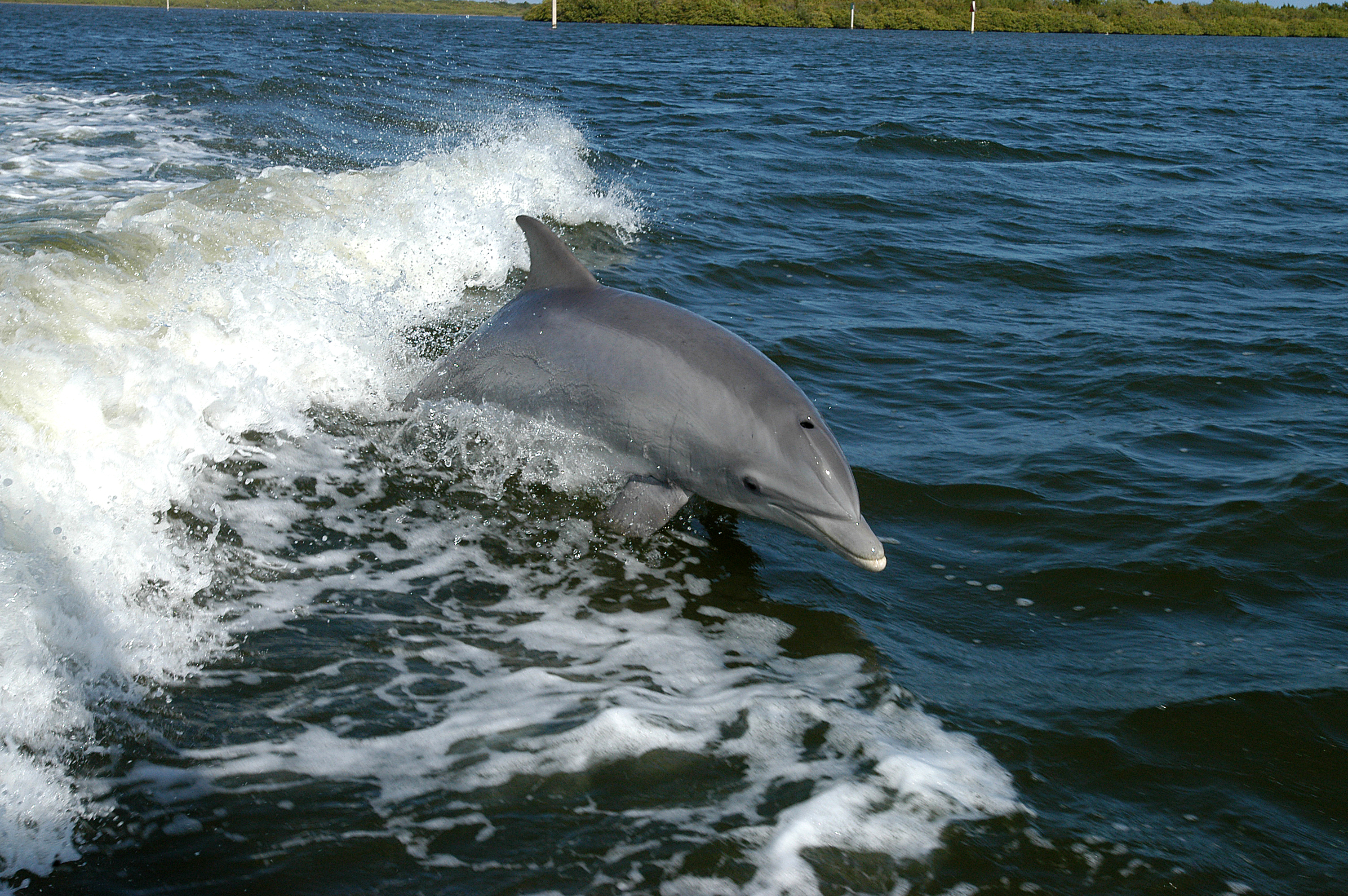
Tursiops truncatus
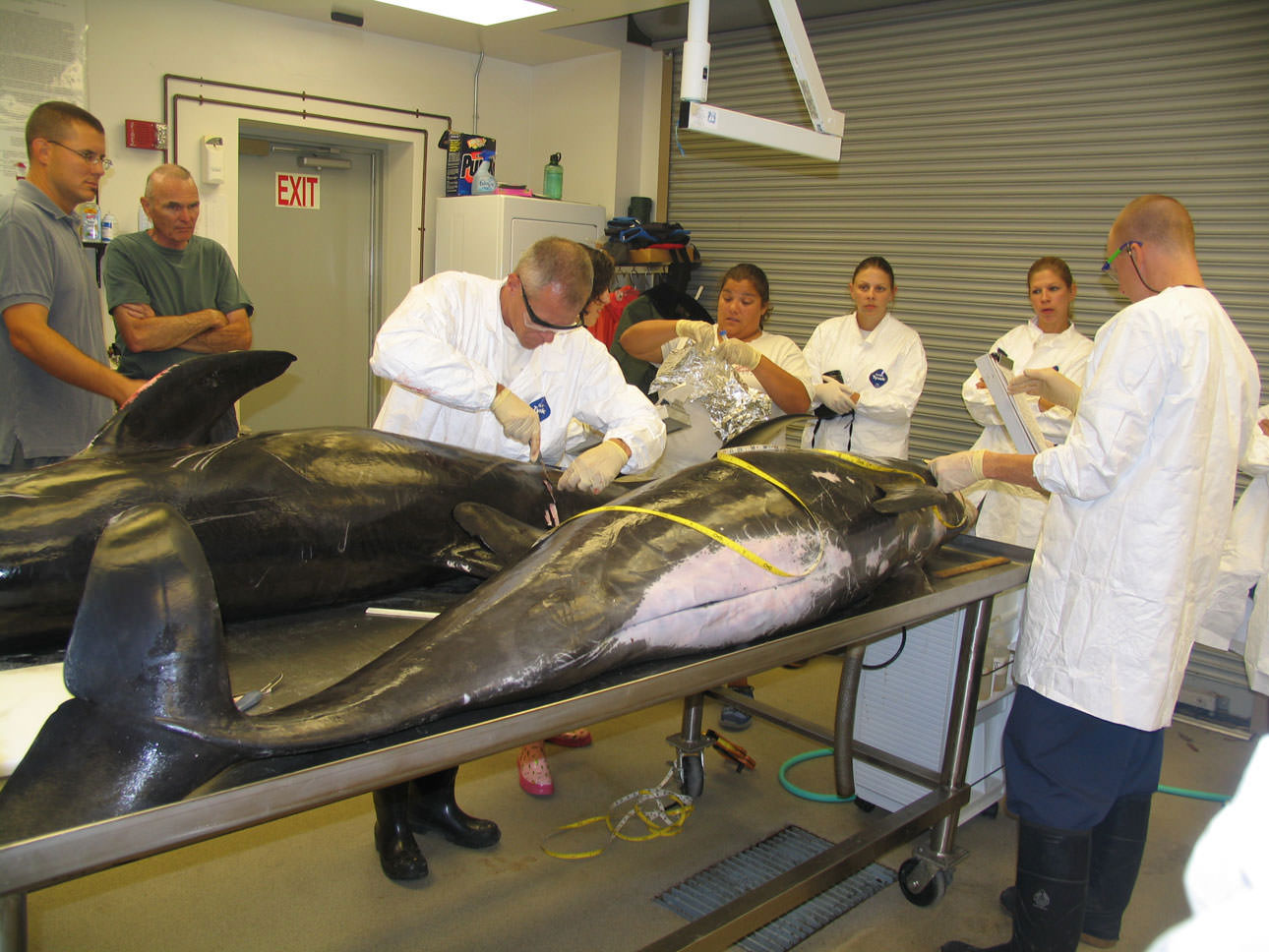
Feresa attenuata
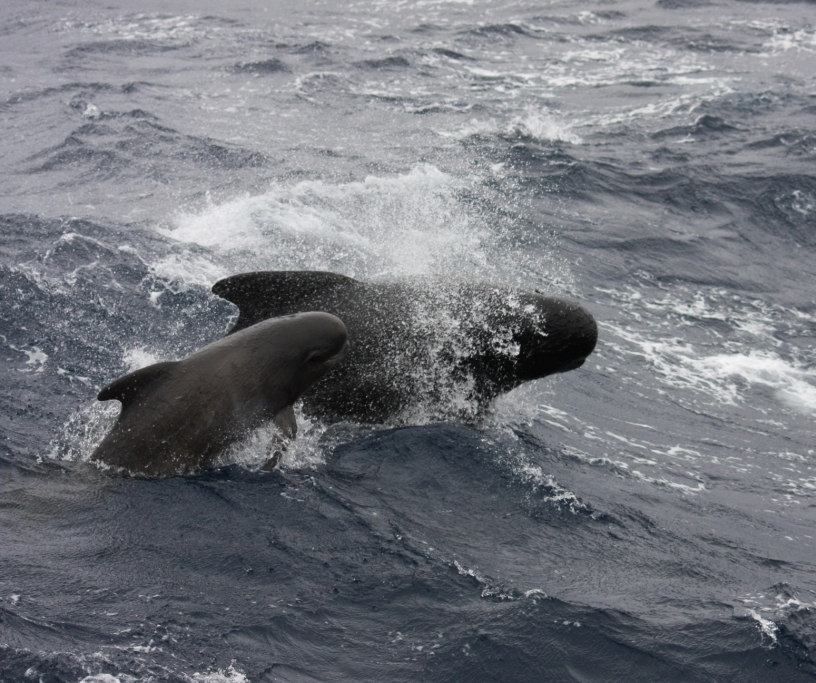
Globicephala melas
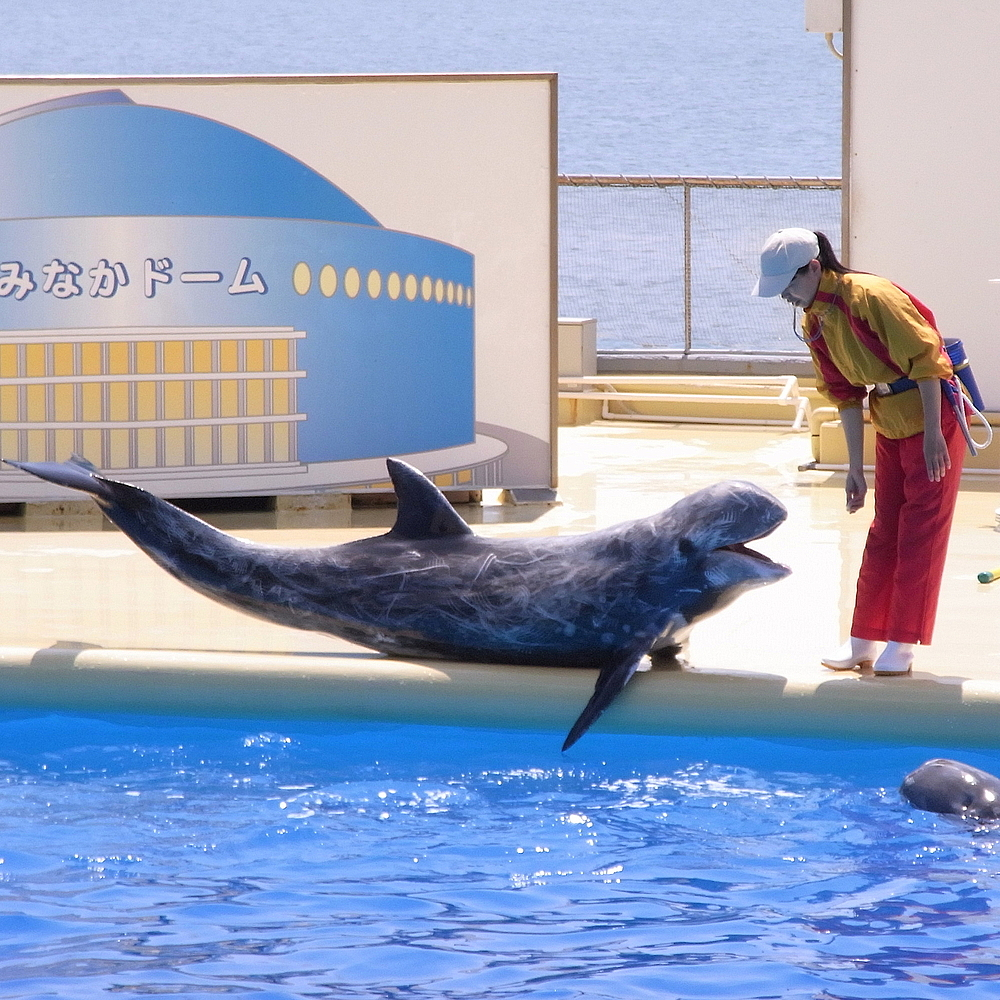
Grampus griseus
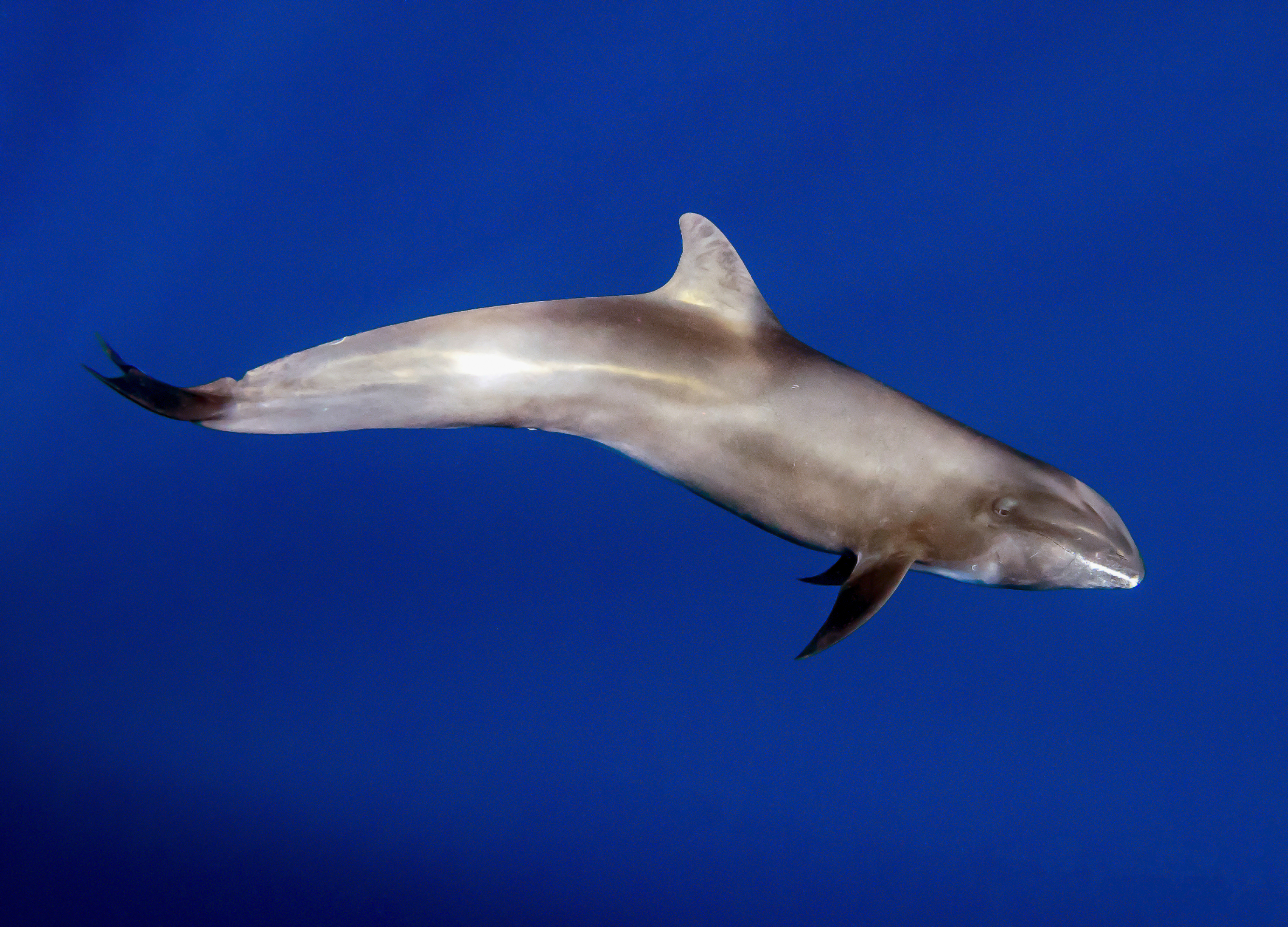
Peponocephala electra
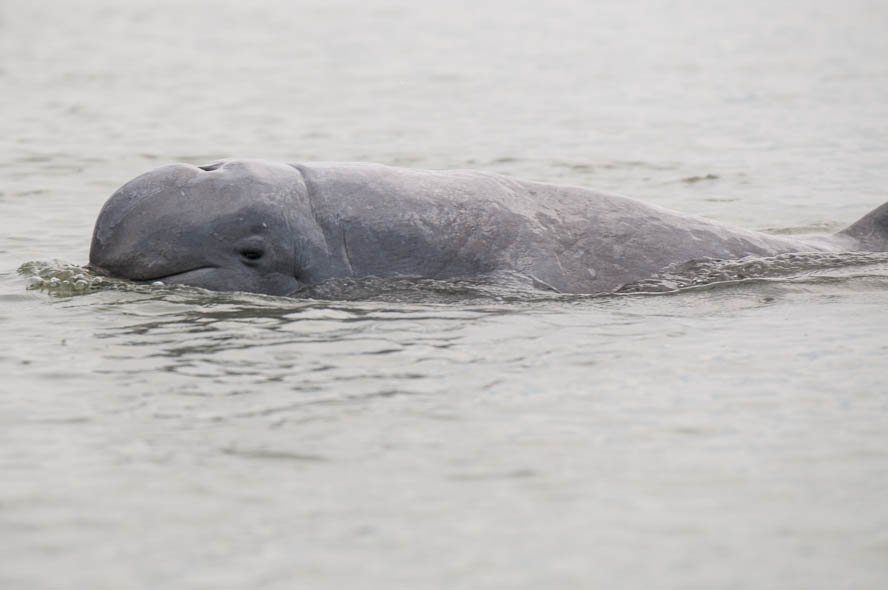
Orcaella brevirostris
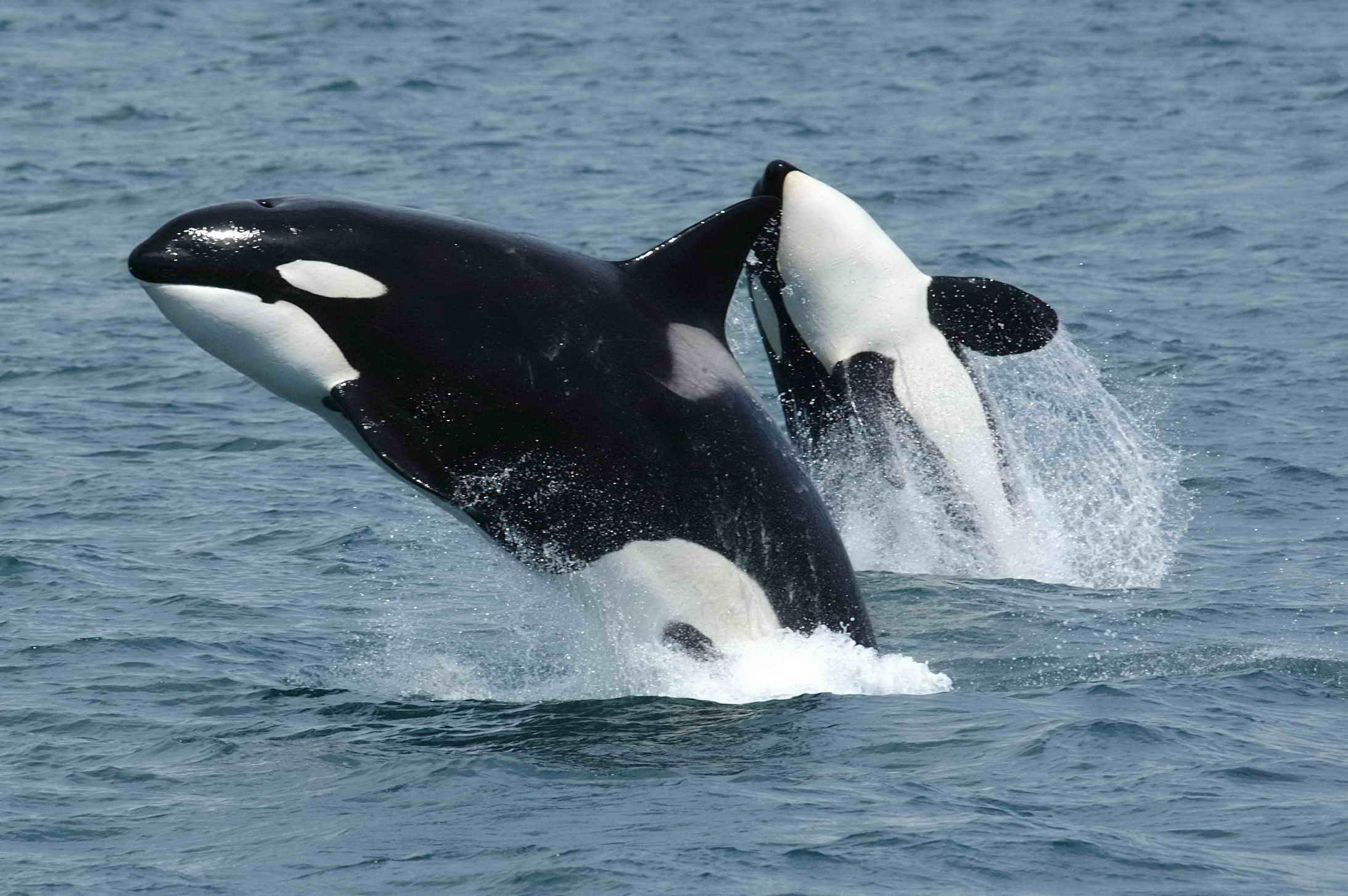
Orcinus orca
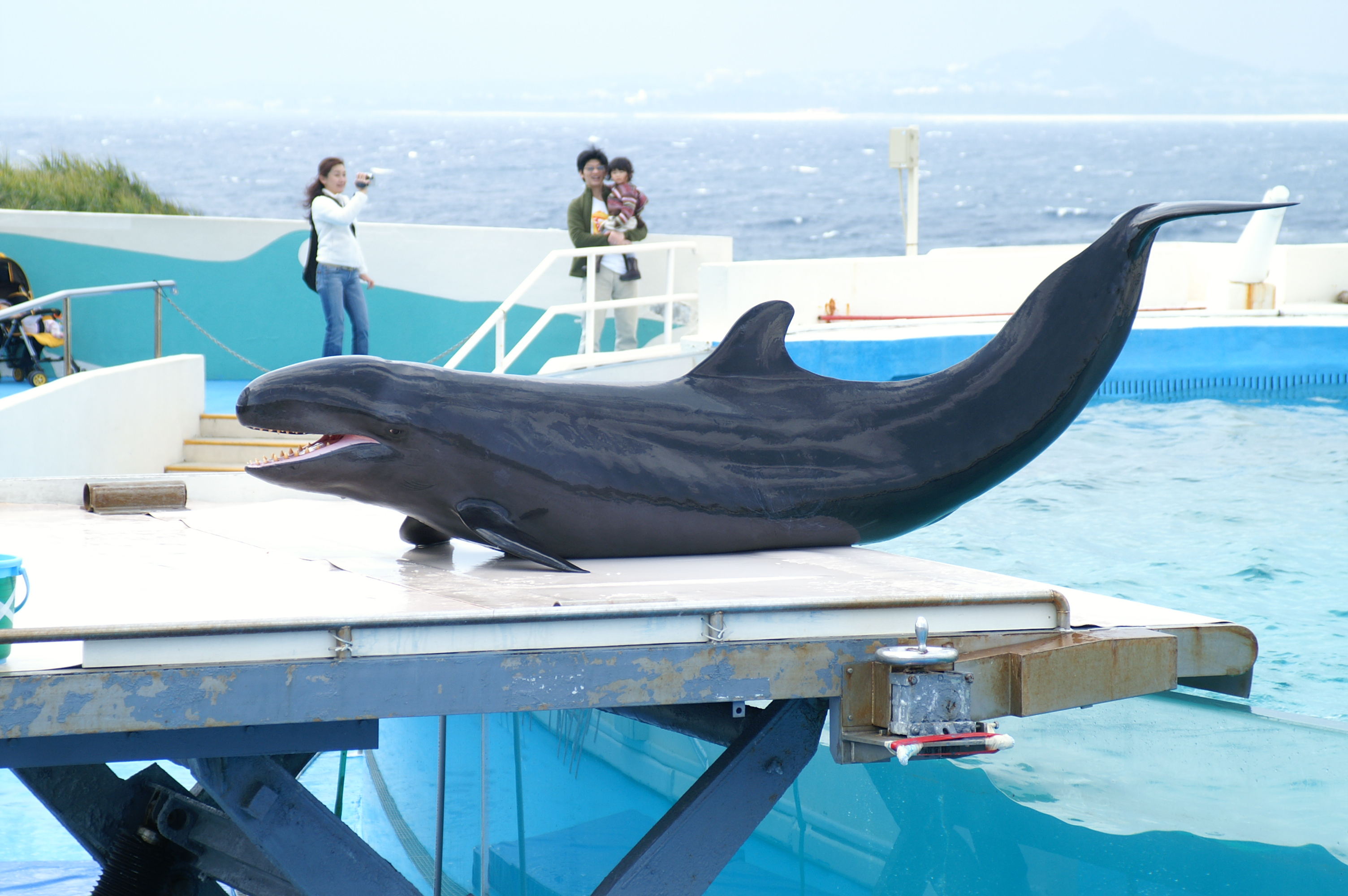
Pseudorca crassidens